# Broyes (Marne)
Broyes je francouzská obec v departementu Marne v regionu Grand Est. Žije zde 341 obyvatel.

## Geografie

### Sousední obce
| Růžice kompasu | La Villeneuve-lès-Charleville | Mondement-Montgivroux |          | Růžice kompasu |
| Růžice kompasu | Lachy                         | Sever                 | Allemant | Růžice kompasu |
| Růžice kompasu | Lachy                         | Broyes                | Allemant | Růžice kompasu |
| Růžice kompasu | Lachy                         | Jih                   | Allemant | Růžice kompasu |
| Růžice kompasu | Sézanne                       |                       | Péas     | Růžice kompasu |